# 도산역
도산역(Dosan station, 道山驛)은 대한민국 광주광역시 광산구 도산동에 있는 광주 도시철도 1호선의 지하철역이다. 다음 역 평동역 사이는 지상 구간이다. 역사 내에 무료 이미용소가 있다. 이 역부터 소태역까지 지하 구간이다.

## 역 구조
2면 2선의 곡선 상대식 승강장이 있는 지하역이다. 승강장에는 스크린도어가 설치되어 있다. 지하 1층에 있는 개찰구와 승강장은 서로 분리되어 있으나, 지하 2층에 있는 연결통로를 통하여 반대편 승강장으로 이동할 수 있다. 이 역은 곡선의 여파로 인하여 승강장과 열차 사이의 틈새가 넓으므로, 승·하차시 틈새에 발이 빠지지 않도록 주의하여야 한다.

### 승강장
| 광주송정역 ↑ |
| \| 상        |
| ↓ 평동       |

| 상행 | ● 광주 도시철도 1호선 | 녹동 방면 |
| 하행 | ● 광주 도시철도 1호선 | 평동 방면 |

## 역 주변
- 송정초등학교
- 송광중학교
- 송정서초등학교
- 한국석유품질관리원 호남지사
- 평동공단
- 평동산단
- 삼라미주아파트
- 송정소망교회
- 송정지구대
- 도산파출소
- 라인2차아파트
- 송정119안전센터
- 라인2차아파트
- 광주송정역
- 나주 방면 버스 타는 곳

## 승차량 변동
| 역 노선 | 승차 인원 | 승차 인원 | 승차 인원 | 승차 인원 | 승차 인원 | 승차 인원 | 승차 인원 | 승차 인원 | 승차 인원 | 승차 인원 |
| 역 노선 | 2008년    | 2009년    | 2010년    | 2011년    | 2012년    | 2013년    | 2014년    | 2015년    | 2016년    | 2017년    |
| ------- | --------- | --------- | --------- | --------- | --------- | --------- | --------- | --------- | --------- | --------- |
| 1호선   | 947       | 1369      | 1405      | 1425      | 1444      | 1459      | 1513      | 1512      | 1559      | 1650      |

## 인접한 역
| 광주 도시철도 1호선      | 광주 도시철도 1호선   | 광주 도시철도 1호선 |
| ------------------------ | --------------------- | ------------------- |
| 117 광주송정역 녹동 방면 | ● 광주 도시철도 1호선 | 119 평동 방면       |